# غوري ريختر
غوري ريختر (بالدنماركية: Guri Richter)‏ هي ممثلة دنماركية، ولدت في 7 يوليو 1917 في الدنمارك في مملكة الدنمارك، وتوفي بنفس المكان في 21 أغسطس 1995.

## وصلات خارجية
- غوري ريختر على موقع IMDb (الإنجليزية)
- غوري ريختر على موقع قاعدة بيانات الأفلام السويدية (السويدية)
- غوري ريختر على موقع قاعدة بيانات الفيلم (الإنجليزية)
- غوري ريختر على موقع كينوبويسك (الروسية)